# 燭臺雙嶼

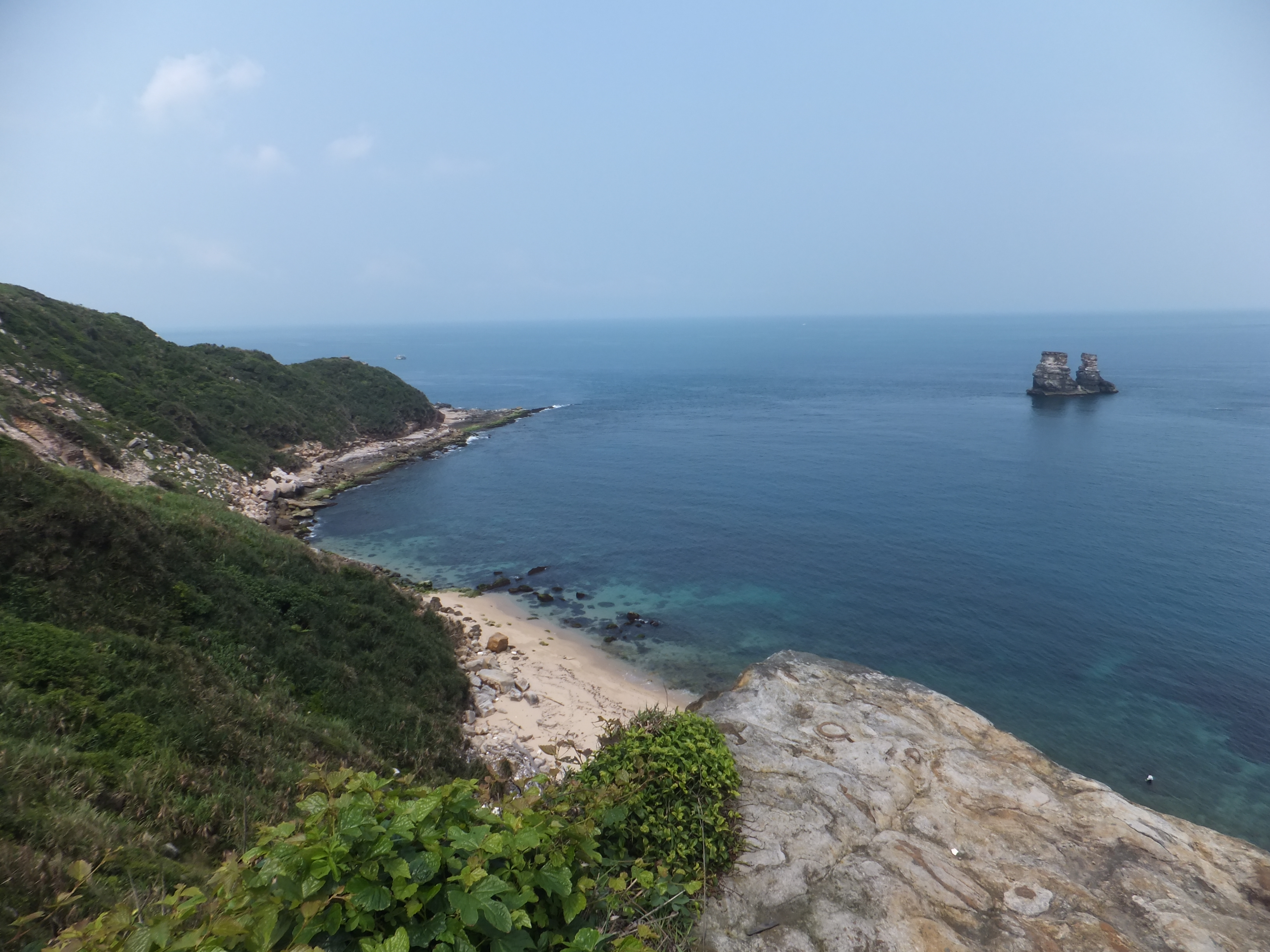
燭臺雙嶼遠景

燭臺雙嶼，又稱為燭臺嶼、夫婦石、夫妻石，是台灣新北市金山區的顯礁。

## 地形
本為金山岬的一部分，後因板塊運動與海風侵蝕，使其岬角分開，下方的海蝕洞逐漸貫穿成海岬，形成類似石門的海拱，之後海拱頂部崩塌，形成兩座海石柱形的顯礁，如兩座燭臺。
旅客可從獅頭山公園觀賞，是北海十二景和金山八景之一，也是台灣北部地區有名的拍攝景點。